# پارسیفال ۹۵۰۹
سیارک ۹۵۰۹ (به انگلیسی: 9509 Amfortas، نامگذاری:3453T-3) نه هزار و پانصد و نهمین سیارک کشف شده‌است که در ۱۶ اکتبر ۱۹۷۷ کشف شد.
قدر مطلق سیارک برابر ۱۴٫۷۰ است.